# Station Valby
Station Valby is een station in Kopenhagen, Denemarken met zowel S-tog als landelijke treindiensten. Het is genoemd naar de wijk Valby, waar het station ligt. Vlak ten westen van het station ligt de splitsing van de Frederikssundbanen (lijn C en H) en de Høje Taastrupbanen (lijn B en Bx). Naast deze vier S-tog lijnen stoppen regionale en intercity treinen op de Vestbanen bij het zuidelijke eilandperron, vooral voor overstappers op de Frederiksundbanen. Vanaf het station vertrekken ook verschillende langeafstandsbussen richting Jutland. 

## Geschiedenis
Het station werd op 26 juni 1847 geopend als onderdeel van de eerste Deense spoorlijn, de Vestbanen, tussen Kopenhagen en Roskilde. Het stationsgebouw stond toen iets oostelijker en was vooral gebouwd om voor burgers die op zondag het domein Frederiksberg, 300 meter ten noorden van het station, wilden bezoeken. Aanvankelijk was het station zeer populair maar toen het nieuwtje er af was daalde het aantal reizigers. De spoorlijn liep destijds via de huidige Søder Boulevard en Halmtorvet naar station Kopenhagen op de plek van het huidige metrostation Københavns Hovedbanegård. In 1864 werd station Valby gesloten toen de spoorlijn werd verlegd via station Frederiksberg en pas ter hoogte van Danshøj, ten westen van Valby, weer het oorspronkelijke traject volgde. Op 1 december 1911 kwam het huidige Hovedbanegård gereed dat ten westen van Enghave via het oude tracé werd aangesloten op de Vestbanen. Bij Valby kwam de splitsing tussen de Vestbanen en de Frederiksundbanen, en werd het huidige station gebouwd. Door stadsuitbreidingen van Kopenhagen lag Valby inmiddels in dicht bebouwd gebied en daardoor had het ook een goed reizigersaanbod.    

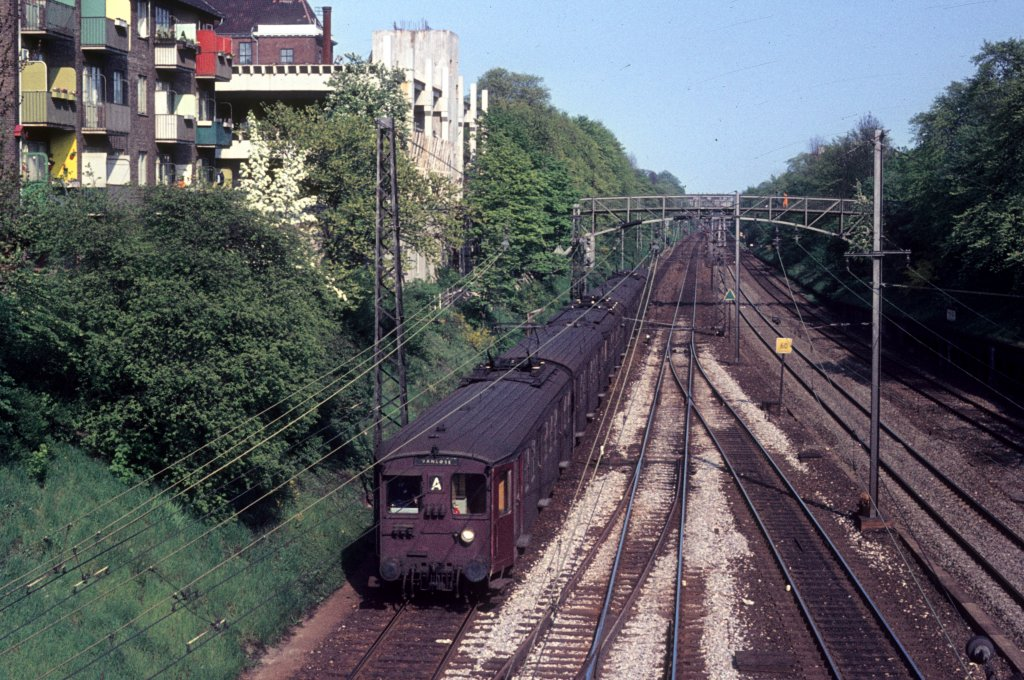
S-tog materieel uit 1934 rijdt op 11 mei 1972 Valby binnen uit het oosten
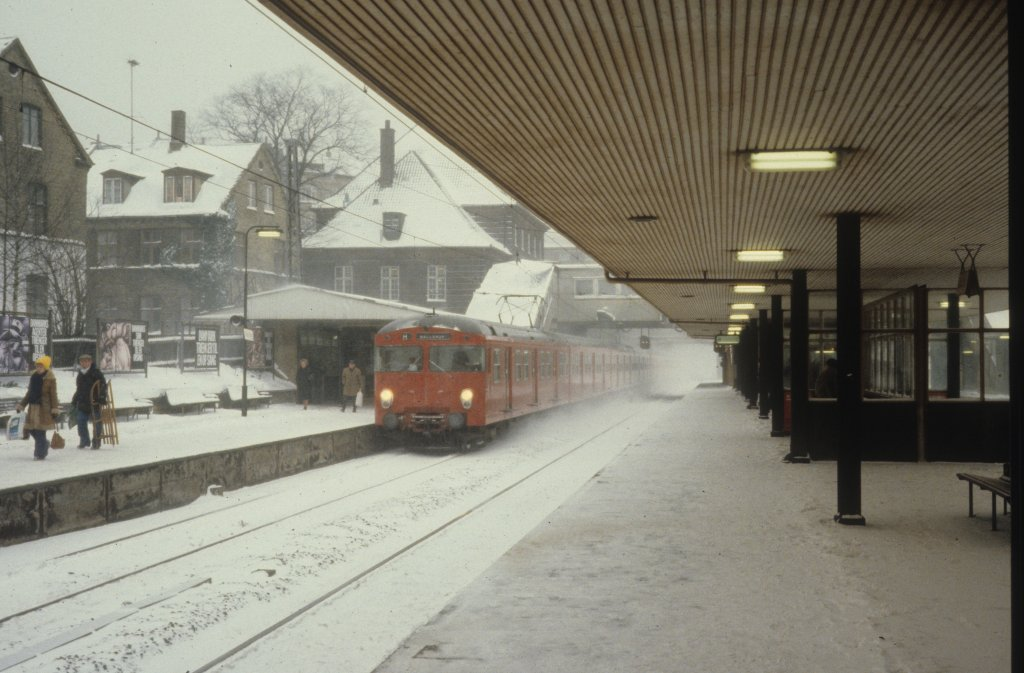
S-tog lijn H naar het westen op 30 december 1978
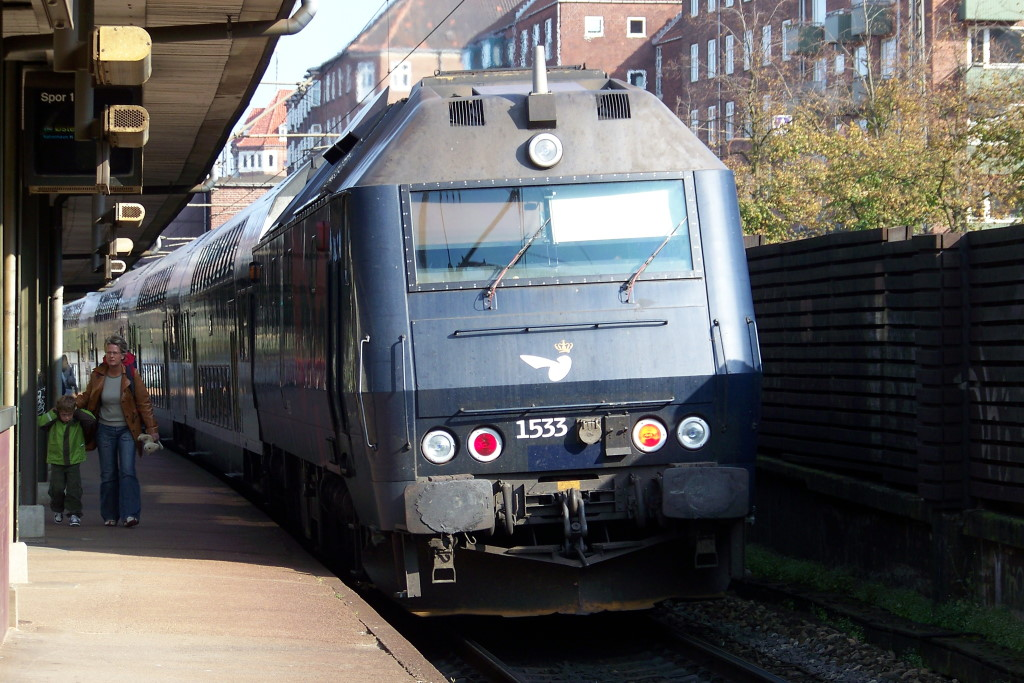
Een regionale trein richting Kopenhagen langs het zuidelijke eilandperron op 16 september 2007

## S-tog
In 1929 werden plannen voorgelegd om het voorstadsverkeer met elektrische treinen te verzorgen. In mei 1934 was de eerste S-tog dienst een feit. Op 1 november 1934 was een van de drie sporen tussen  Hovedbanegård en Valby geëlektrificeerd en werd Valby een eindpunt van de S-tog. In verband met verdere elektrificatie stopten de S-tog treinen bij een tijdelijk perron met een expeditiegebouw ten oosten van de Toftegårds Allé. Het betreffende expeditiegebouw is later hergebruikt voor station Islev. De S-tog zou worden doorgetrokken tot  Vanløse waarmee een aansluiting op het eerste S-tog traject zou ontstaan. In mei 1941 waren de werkzaamheden zover gevorderd dat de S-tog kon doorrijden tot het stationsgebouw. De verlenging tot Vanløse en het tweede geëlektrificeerde spoor tussen Enghave en Valby werden op 23 september 1941 geopend. In de periode 1950-1953 werd tussen Valby en Glostrup een eigen dubbelspoor voor de S-tog gebouwd langs de Vestbanen. Voor de splitsing ten westen van Valby werd een ongelijkvloerse kruising gebouwd. De S-tog diensten uit het westen werden langs het noordelijke eilandperron geleid, terwijl de treinen naar het westen aan het perron langs het stationsgebouw stoppen. De eigen S-tog sporen tussen Valby en Glostrup werden op 17 juni 1953 in gebruik genomen. 

Høje Taastrup · Taastrup · Albertslund · Glostrup · Brøndbyøster · Rødovre · Hvidovre · Danshøj · Valby · Carlsberg · Dybbølsbro · København H · Vesterport · Nørreport · Østerport · Nordhavn · Svanemøllen · Ryparken · Emdrup · Dyssegård · Vangede · Kildebakke · Buddinge · Stengården · Bagsværd · Skovbrynet · Hareskov · Værløse · Farum
Høje Taastrup · Taastrup · Albertslund · Glostrup · Danshøj · Valby · Carlsberg · Dybbølsbro · København H · Vesterport · Nørreport · Østerport · Svanemøllen · Ryparken · Emdrup · Dyssegård · Vangede · Kildebakke · Buddinge · Stengården · Bagsværd · Skovbrynet · Hareskov · Værløse · Farum
Frederikssund · Vinge · Ølstykke · Egedal · Stenløse · Veksø · Kildedal · Måløv · Ballerup · Malmparken · Skovlunde · Herlev · Husum · Islev · Jyllingevej · Vanløse · Flintholm · Valby · Carlsberg · Dybbølsbro · København H · Vesterport · Nørreport · Østerport · Nordhavn · Svanemøllen · Hellerup · Charlottenlund · Ordrup · Klampenborg
Frederikssund · Ølstykke · Egedal · Stenløse · Veksø · Måløv · Ballerup · Malmparken · Herlev · Vanløse · Flintholm · Peter Bangs Vej · Langgade ·  Valby · Carlsberg · Dybbølsbro · København H · Vesterport · Nørreport · Østerport